# 안동 남씨
안동 남씨(安東南氏)는 경상북도 안동시를 본관으로 하는 한국의 성씨이다.

## 역사
보인(保人) 남현손(南玄孫)의 아들 남현남(南賢男)이 겸사복(兼司僕)으로 1637년(인조(仁祖) 15년) 별시(別試) 무과에 급제하였다.

## 인구
안동 남씨는 2015년 대한민국 통계청 인구조사에서 23명으로 조사되었다.